# Van Wert County
Van Wert County är ett administrativt område i delstaten Ohio, USA, med 28 744 invånare. Den administrativa huvudorten (county seat) är Van Wert.

## Geografi
Enligt United States Census Bureau så har countyt en total area på 1 063 km². 1 062 km² av den arean är land och 1 km² är vatten.      

### Angränsande countyn
- Paulding County - norr
- Putnam County - nordost
- Allen County - öst
- Auglaize County - sydost
- Mercer County - söder
- Adams County, Indiana - sydväst
- Allen County, Indiana - nordväst